# V poslední chvíli
V poslední chvíli (v anglickém originále Nick of Time) je americký filmový thriller z roku 1995. Režisérem filmu je John Badham. Hlavní role ve filmu ztvárnili Johnny Depp, Christopher Walken, Courtney Chase, Charles S. Dutton a Roma Maffia.

## Obsazení
| Johnny Depp        | Gene Watson   |
| Christopher Walken | Smith         |
| Courtney Chase     | Lynn Watson   |
| Charles S. Dutton  | Huey          |
| Roma Maffia        | paní Jones    |
| Marsha Mason       | Eleanor Grant |
| Peter Strauss      | Ellen Grape   |
| Gloria Reuben      | Krista Brooks |